# Felipe Loyola
Felipe Ignacio Loyola Olea (ur. 9 listopada 2000 w Santiago) – chilijski piłkarz występujący na pozycji prawego obrońcy, reprezentant Chile, od 2023 roku zawodnik Huachipato.